# Gaute Bie
Gaute Bie (ur. 4 marca 1979 w Bergen) − pisarz norweski.
Dorastał w Arendal. Zadebiutował w 2003 powieścią Pure Popmusicbaby!, która wzbudziła zainteresowanie ze względu na nowoczesny, oparty mowie potocznej i stylistyce sms-ów język.  W 2006 wydał drugą powieść go shootyrbaby!.

## Utwory
- Pure Popmusicbaby! (powieść), 2003
- go shootyrbaby! (powieść), 2006